# 坎波尔贾诺
坎波尔贾诺（義大利語：Camporgiano），是意大利卢卡省的一个市镇。总面积27.1平方公里，人口2317人，人口密度85.5人/平方公里（2009年）。ISTAT代码为046006。